# Rock britanic
Rockul britanic este un termen generic utilizat pentru o mare varietate de forme de muzică provenind din Regatul Unit. Începând cu 1964, cu „ invazia britanică” a Statelor Unite în frunte cu Beatles, muzica rock britanică a avut un impact considerabil asupra dezvoltării muzicii americane și a muzicii rock din întreaga lume.
Încercările inițiale de a imita rock and rollul american au avut loc în Marea Britanie la mijlocul anilor '50, dar termenii „muzică rock” și „rock” se referă de obicei la muzica derivată din blues-rock și alte genuri apărute în anii '60. Termenul este adesea folosit în combinație cu alți termeni pentru a descrie o varietate de hibrizi sau subgenuri și este adesea contrastat cu muzica pop, cu care împărtășește multe structuri și instrumente. Muzica rock a avut tendința de a fi mai orientată către piața albumelor, punând accent pe inovație, virtuozitate, performanță și scrierea cântecelor de către interpreți.
Deși mult prea divers pentru a fi un gen în sine, rock-ul britanic a produs multe dintre cele mai semnificative grupuri și interpreți în muzică rock la nivel internațional și a inițiat sau a dezvoltat semnificativ multe dintre cele mai influente subgenenuri, incluzând beat, rock progresiv, art rock, hard rock, heavy metal, punk, post-punk, new romantic și indie rock.

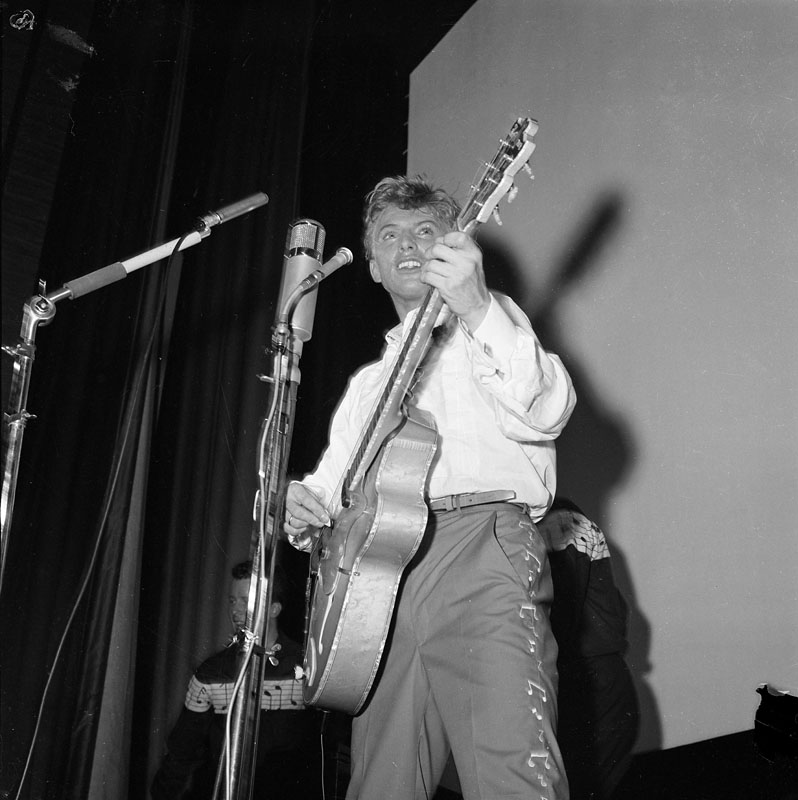
Tommy Steele, unul dintre primii artiști rock și roll britanici, cântând la Stockholm în 1957

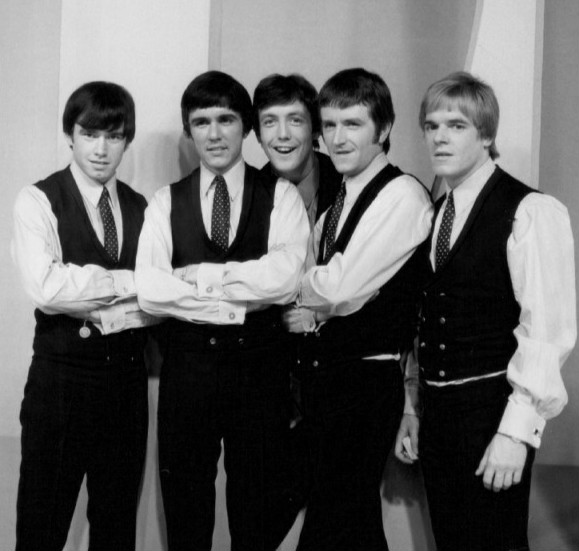
Dave Clark Five în 1966